# کورپوریت کامرشال بانک
کورپوریت کامرشال بانک (بلغاری: Корпоративна търговска банка) بانک بلغارستانی است، که در زمینه ارائه خدمات، بانکداری خرد، بانکداری شرکتی و بانکداری اختصاصی فعالیت می‌کند.
کورپوریت کامرشال بانک در سال ۱۹۹۴ تأسیس شد و در حال حاضر چهامین بانک بلغارستان می‌باشد و در سال ۲۰۱۲ رتبه ۲۴ از بزرگترین بانک‌های اروپای جنوب شرقی را به خود اختصاص داده است. شعبه مرکزی این بانک در شهر صوفیه، بلغارستان قرار دارد و بخشی از سهام آن در بازار بورس بلغارستان مبادله می‌شود.